# Jacek Błażewicz
Jacek Antoni Błażewicz (ur. 11 sierpnia 1951 w Poznaniu) – polski inżynier informatyk, profesor nauk technicznych. Specjalizuje się w teorii algorytmów, szeregowaniu zadań oraz bioinformatyce. Profesor zwyczajny i dyrektor Instytutu Informatyki Wydziału Informatyki Politechniki Poznańskiej oraz profesor zwyczajny i kierownik Zakładu Bioinformatyki w poznańskim Instytucie Chemii Bioorganicznej PAN (od 1999). Członek rzeczywisty PAN (od 2010).

## Życiorys
Studia z automatyki ukończył z wyróżnieniem na Politechnice Poznańskiej w 1974, gdzie następnie został zatrudniony i zdobywał kolejne awanse akademickie. Stopień doktorski uzyskał w zakresie informatyki w 1977 na podstawie rozprawy pt. Szeregowanie zadań przed liniami krytycznymi na procesorach systemów cyfrowych. Habilitował się zaledwie trzy lata później, w 1980, na podstawie dorobku naukowego i rozprawy pt. Złożoność obliczeniowa algorytmów i problemów szeregowania zadań. Tytuł naukowy profesora nauk technicznych został mu nadany w 1987. W Instytucie Informatyki PP pracuje w Zakładzie Teorii Algorytmów i Systemów Programowania. W pracy badawczej zajmuje się takimi zagadnieniami jak: sekwencjonowanie DNA, analiza i predykcja struktur RNA i białek, komputery DNA, obliczenia równoległe oraz teoria algorytmów. W poznańskim Instytucie Chemii Bioorganicznej PAN pełni funkcję kierownika Zakładu Bioinformatyki.
Jest członkiem polskich i zagranicznych towarzystw naukowych i technicznych, m.in.: Polskiego Towarzystwa Cybernetycznego, Polskiego Towarzystwa Bioinformatycznego (członek założyciel, od 2003), American Association for the Advancement of Science (od 2000), Amerykańskiego Towarzystwa Matematycznego (od 1978) oraz Polskiego Towarzystwa Informatycznego (członek-założyciel). W ramach Polskiej Akademii Nauk jest z kolei członkiem Komitetu Informatyki (od 1989) oraz rady kuratorów Wydziału IV Nauk Technicznych. W okresie 2011–2012 był członkiem rady Narodowego Centrum Nauki. W latach 1994–1999 pracował jako profesor w Zakładzie Matematyki Dyskretnej Wydziału Matematyki i Informatyki UAM. Jest członkiem wielu komitetów redakcyjnych czasopism naukowych, m.in. „Journal of Heuristics”, „Journal of Scheduling”, „Parallel Computing”, „Memetic  Algorithms”, „Computational Methods in Science and Technology” i „Foundations of Computing and Decision Sciences”. Wypromował 20 doktorów (m.in. Martę Szachniuk, Grzegorza Pawlaka, Małgorzatę Sternę, Piotra Formanowicza, Martę Kasprzak, Macieja Drozdowskiego oraz Stanisława Gawiejnowicza).
Członek Akademickiego Klubu Obywatelskiego im. Prezydenta Lecha Kaczyńskiego w Poznaniu. Wszedł w skład komitetu wspierającego kandydaturę Karola Nawrockiego na prezydenta RP w wyborach w 2025.
W 2006 otrzymał doktorat honorowy niemieckiego Uniwersytetu w Siegen. Wraz z Erwinem Peschem otrzymał w 2012 Polsko-Niemiecką Nagrodę Naukową Copernicus. Wielokrotnie przyznano mu nagrody ministerialne i PAN. W 2013 wyróżniony tytułem IEEE Fellow.
W 2018 otrzymał Medal 70-lecia Polskiej Informatyki, przyznany przez kapitułę Polskiego Towarzystwa Informatycznego.

## Wybrane publikacje
W dorobku publikacyjnym J. Błażewicza znajdują się m.in. takie książki jak:
- Przykłady zastosowań maszyn cyfrowych do sterowania procesami (współautor), wyd. Politechniki Poznańskiej, Poznań 1980
- Algorytmy sterowania rozdziałem zadań i zasobów w kompleksie operacji, wyd. Politechniki Poznańskiej 1981
- Badania operacyjne dla informatyków (skrypt), wyd. Politechniki Poznańskiej 1982
- Złożoność obliczeniowa w projektowaniu systemów komputerowych, wyd. Politechniki Poznańskiej 1984
- Problemy optymalizacji kombinatorycznej - złożoność obliczeniowa, algorytmy aproksymacyjne, PWN 1986, ISBN 83-01-05941-9
- Złożoność obliczeniowa problemów kombinatorycznych, Wydawnictwa Naukowo-Techniczne 1988, ISBN 83-204-0992-6
- Scheduling in Computer and Manufacturing Systems (współautor wraz z K.H. Ecker, G. Schmidt, J. Weglarz), wyd. Springer 1994, ISBN 978-3-540-58049-2
- Scheduling computer and manufacturing processes, wyd. Springer 1996, ISBN 3-540-61496-6
- Handbook on Parallel and Distributed Processing (współredaktor wraz z K. Ecker, B. Plateau, D. Trystram), wyd. Springer 2000, ISBN 978-3-540-66441-3
- Handbook on Data Management in Information Systems (współredaktor wraz z W. Kubiak, T. Morzy, M. Rusinkiewicz), wyd. Springer 2003, ISBN 978-3-540-43893-9
- Handbook on Scheduling. From Theory to Applications (współautor wraz z K.H. Ecker, E. Pesch, G. Schmidt, J. Węglarz), wyd. Springer 2007, ISBN 978-3-540-28046-0
- ponadto rozdziały w książkach i ponad 340 artykułów publikowanych w takich czasopismach jak m.in. „Discrete Applied Mathematics”, „International Journal of Flexible Manufacturing Systems”, „European Journal of Operational Research” oraz „Annals of Operations Research"